# Паломіно (виноград)

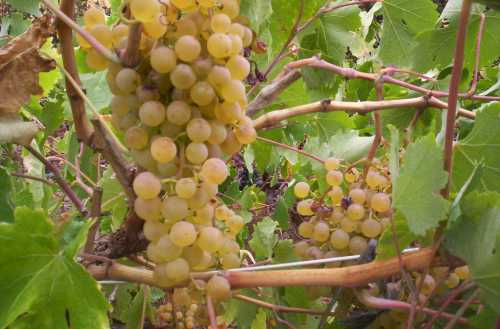
Гроно Паломіно

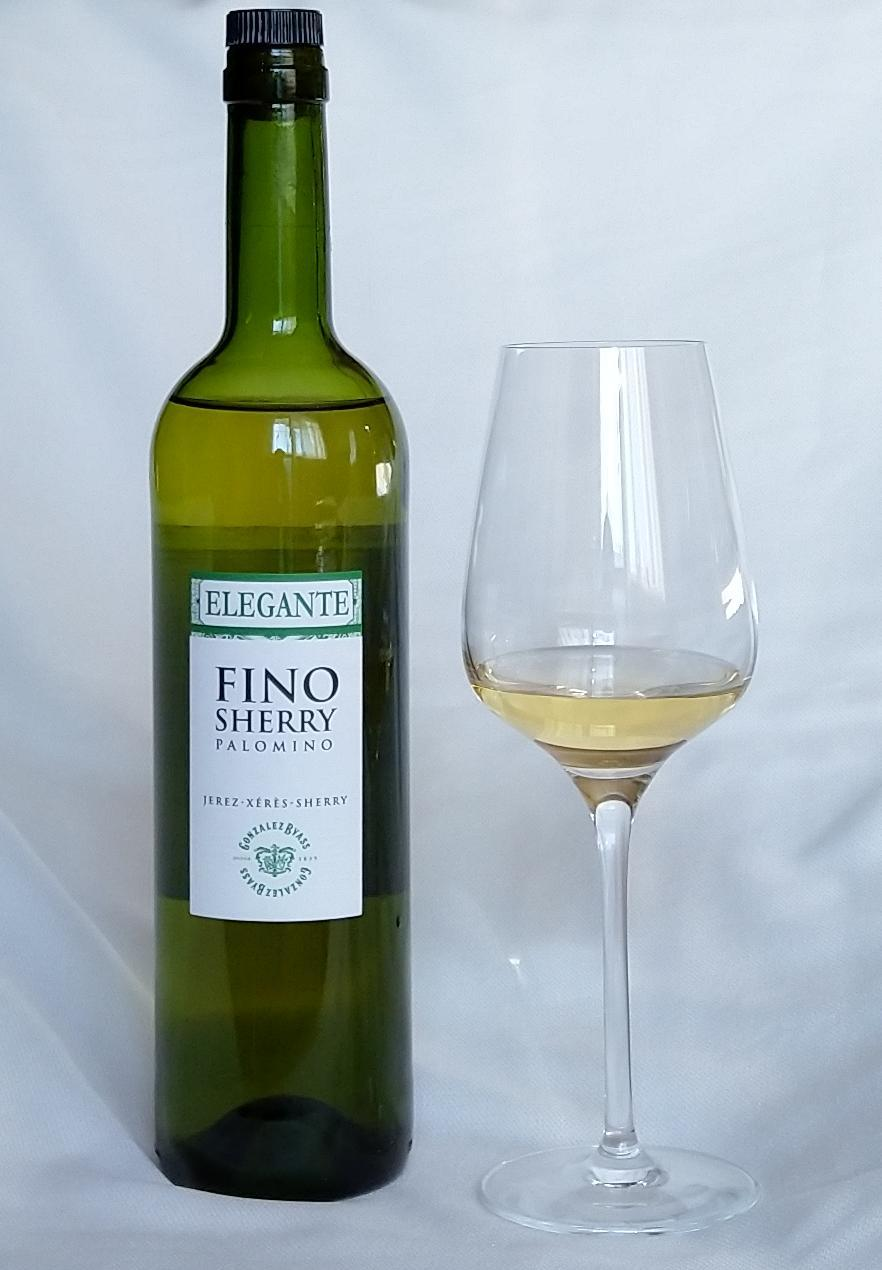
Херес з винограду паломіно

Паломіно (ісп. Palomino) — іспанський сорт білого винограду, є основою для одного з різновидів кріпленого вина — хереса.

## Розповсюдження
Сорт вирощують здебільшого у регіоні Андалусія, також на Канарських островах, де має місцеву назву Лістань Бланко. За межами Іспанії вирощується у США (Каліфорнія), Австралії, Південній Америці, Південній Африці.

## Характеристики сорту
Паломіно має два різновиди — Паломіно Фіно та Паломіно Басто (Паломіно де Херес). Сорт демонструє гарні результати на крейдяних та вапнякових ґрунтах. Сік має низьку кислотність, тому цей виноград погано підходить для виробництва сухих вин. Листя середнє, округле, воронкоподібне, п'ятилопатеве, глибокорозсічене, сітчасто-зморшкувате, знизу сильно опушене. Квітка двостатева. Грона великі, конічні, мають «крила», середньої щільності. Ягоди середні, округлі, зеленувато-жовті, з рожевим відтінком при повному дозріванні. Шкірочка товста, міцна, покрита слабким шаром кутину. М'якоть м'ясиста. Період від початку розпускання бруньок технічної зрілості винограду 150-170 днів при сумі активних температур 3000 °C — 3350 °C. Кущі сильнорослі. Визрівання пагонів гарне. Врожайність 120-200 ц/га. У Паломіно стійкість до морозів низька, до грибкових хвороб — середня.

## Характеристики вина
З Паломіно виробляють сухі хереси. Також може використовуватись у купажі з сортом Педро Хіменес для виробництва більш солодкого вина. У ПАР Паломіно використовують для виробництва бренді. Сухий херес вживається як аперитив, гарно поєднується зі стравами з морепродуктів та сирами.

## Синоніми
Сорт має кілька назв залежно від регіону: Паломіно, Лістань Бланко, Каталон зимовий, Лакет та багато інших.